# Kashal
Kashal (persiska: Kashal-e Āzād Sarā, کشل) är en ort i Iran.   Den ligger i provinsen Gilan, i den norra delen av landet, 220 km nordväst om huvudstaden Teheran. Antalet invånare är 746.
Terrängen runt Kashal är mycket platt. Runt Kashal är det ganska tätbefolkat, med 230 invånare per kvadratkilometer. Närmaste större samhälle är Āstāneh-ye Ashrafīyeh, 3,9 km söder om Kashal. Trakten runt Kashal består till största delen av jordbruksmark.